# Akrabi
Els aqàrib o aqrabís (en singular aqrabí, de l'àrab العقربي, al-ʿaqrabī, pl. العقارب, al-ʿaqārib) són una tribu del Iemen que viu a la proximitat d'Aden, entre la vila de Bir Ahmad (nord) i el Ras Imran (costa), ocupant un territori reduït dins la governació d'Aden. Segons el rassúlida al-Àixraf (a Turfan al-Ashab) derivaven de la tribu dels Qudaa, facció dels Banu Madjid, però en un altre lloc diu que derivaven dels Khawlan. Se'ls ha volgut identificar amb els agraei esmentats per Plini el Vell, però això és més que dubtós.
El xeic depenia del soldà de Lahej però vers el 1751 un xeic que residia Hujjariyyah (o Hujjariyyat), entre Mokha i Taizz, de nom Abd-ar-Rabb, es va revoltar contra l'imam zaidita del Iemen i el soldà de Lahej, Abd-al-Karim, va donar suport a l'imam mentre el xeic dels aqàrib, Mahdí ibn Alí, el va donar al rebel. El 1753 Abd-ar-Rabb i Mahdí ibn Alí van assetjar Aden, el port de Lahej, setge que va durar tres mesos i es va acabar quan els atacants es van retirar a canvi d'una quantitat de diners i de la cessió als aqrabís de Bir Ahmad, on hi havia un fort de pedra; entre els termes de l'acord hi havia un apartat pel qual Mahdí pagaria una quantitat anyal al soldà de Lahej. Mahdí es va establir a Bir Ahmad, es va declarar independent i va agafar el títol de sultà. Més tard per conveniències polítiques, els anglesos van considerar el pagament com un tribut i van considerar els aqàrib com una dependència de Lahej i al seu cap només com a xeic.
El seu territori és especialment sec i improductiu, i encara que està creuat pel riu Lahej, aquest quasi sempre és sec. El primer tractat amb els britànics el va signar el 1839 Hàydara ibn Mahdí. Abd-Al·lah ibn Hàydara va signar tractats amb els anglesos el 1857, 1863 i 1869; el 1887 va esclatar la guerra amb els abdali de Lahej i aquests van assetjar Bir Ahmad, que es va salvar per la intervenció britànica que va imposar la pau; finalment el tractat de protectorat es va establir el 1888, i va passar a formar part del Protectorat d'Aden, després dividit administrativament en dos parts quedant dins el Protectorat Occidental d'Aden. Alguns territoris dels aqrabís foren incorporats a la colònia d'Aden. Fou un dels membres de la Federació d'Aràbia del Sud, que va durar fins al 1967 quan els marxistes van agafar el poder i van proclamar la República Popular del Iemen del Sud; els aqàrib van donar suport en general als revolucionaris. El territori fou integrat a la governació I (muhàfadha I) amb capital a Aden (la capital de la república fou Al-Ittihad, a la vora del territori dels aqrabís). El 1991 es van unir el Iemen del Nord i el Iemen del Sud, i la comarca va passar a formar part de la governació d'Aden.

## Xeics aqrabís de Bir Ahmad
- Mahdí ibn Alí al-Aqrabí vers 1750-?
- Hàydara ibn Mahdí al-Aqrabí ?-1853
- Abd-Al·lah ibn Hàydara al-Aqrabí 1853-1905
- Al-Fadl ibn Abd-Al·lah al-Aqrabí 1905-1940
- Muhàmmad ibn al-Fadl al-Aqrabí 1940-1957
- Mahmud ibn Muhàmmad al-Aqrabí 1957-1967